# Lusha Systems
 (décembre 2024).
Lusha Systems Inc. est une société informatique israélienne spécialisée dans le marketing, les ventes et les ressources humaines. La société a son siège social à Tel-Aviv et dispose d'une succursale à Boston.

## Activité
Créée en 2016 par Assaf Eisenstein et Yoni Tserruya en 2016, la société met à disposition de ses clients des données personnels qu'elle déclare collecter sur « des sources disponibles publiquement » et « via des partenaires commerciaux qui contribuent à la communauté Lusha ». Cependant, un article de 2018 paru sur Next évoque l'éventualité de l'usage de Google dorking pour obtenir davantage d'informations.
En France, l'un des services commercialisés par Lusha — une extension permettant, depuis un navigateur web, d'obtenir des informations personnelles, numéro de téléphone, email, via des sites comme LinkedIn — a fait l'objet d'une enquête de la CNIL dans le cadre d'une éventuelle infraction au RGPD, initiée en 2018. L'enquête lancée à la suite de plaintes en 2018 et 2021 s'est soldée par un non-lieu en 2022 car le siège de la société n'est pas situé en Europe. 
La société a par la suite communiqué sur l'obtention d'une certification ISO 27701 attestant de la conformité de son activité vis-à-vis du RGPD en mars 2023, après un audit mené par TRUSTe et ePrivacy Seal.
En décembre 2024, la note de Lusha sur Trustpilot est de 1,5 étoile sur 5, basée sur 617 évaluations d'utilisateurs.